# Eberhard August Wilhelm von Zimmermann
Pour les articles homonymes, voir Zimmermann.
Eberhard August Wilhelm von Zimmermann est un géographe et un zoologiste, né le 17 août 1743 et mort le 4 juillet 1815.
Zimmermann est professeur d'histoire naturelle à Brunswick (ville). Il est l'auteur de Specimen Zoologiae Geographicae Quadrupedum (1777), un des premiers ouvrages consacrés à la distribution géographique des mammifères.

## Liste partielle des publications

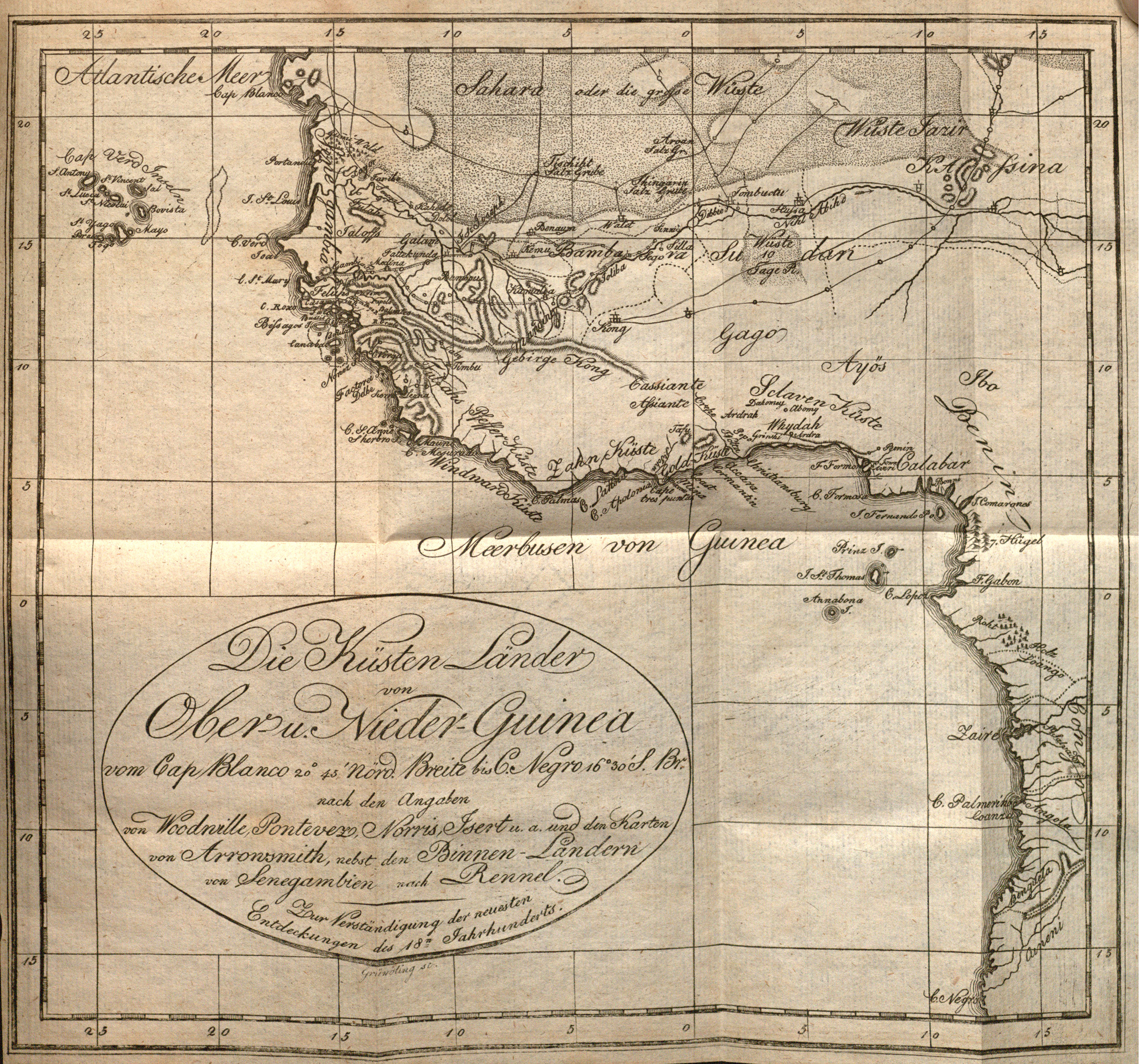
Zimmermann, Die Küsten Länder von Ober- u. Nieder-Guinea, 1802

- Geographische Geschichte des Menschen und der vierfüßigen Tiere, Leipzig 1778-1783, deux volumes.
- Über die Kompressibilität und Elastizität des Wassers, Leipzig 1779.
- Frankreich und die Freistaaten von Nordamerika, Berlin 1795
- Allgemeine Übersicht Frankreichs von Franz I bis auf Ludwig XVI, Berlin 1800, deux volumes.
- Taschenbuch der Reisen, Leipzig 1802-13, 12 Jahrgänge.
- Die Erde und ihre Bewohner, Leipzig 1810-13, cinq volumes.